# Censura di Internet in Germania
Sebbene la censura di Internet in Germania sia stata classificata come tradizionalmente bassa, è praticata direttamente e indirettamente attraverso varie leggi e decisioni giudiziarie.

## Descrizione
La legge tedesca prevede la libertà di parola e di stampa con diverse eccezioni, incluso ciò che il Guardian ha definito "alcune delle leggi più severe del mondo in materia di incitamento all'odio. Un esempio di contenuto censurato dalla legge è la rimozione di siti Web dai risultati di ricerca di Google che negano l'olocausto, che è un crimine secondo la legge tedesca. Secondo il Rapporto sulla trasparenza di Google, il governo tedesco è spesso uno dei più attivi, dopo gli Stati Uniti, nel richiedere i dati degli utenti.
La maggior parte dei casi di censura di Internet in Germania si verificano dopo le sentenze dei tribunali statali. Un esempio è un ordine del tribunale del 2009, che vieta alla Wikipedia tedesca di rivelare l'identità di Wolfgang Werlé e Manfred Lauber, due criminali condannati per l'omicidio dell'attore bavarese Walter Sedlmayr. In un altro caso a Wikipedia.de (un dominio Internet gestito da Wikimedia Deutschland) è stato proibito di puntare al contenuto effettivo di Wikipedia. L'ordinanza del tribunale era un'ingiunzione temporanea in una causa presentata dal politico Lutz Heilmann sulle rivendicazioni in un articolo di Wikipedia in tedesco riguardante il suo passato coinvolgimento con l'ex servizio di intelligence della Repubblica Democratica Tedesca Stasi.
Il primo caso noto di censura di Internet in Germania avvenne nel 1996, quando il Verein zur Förderung eines Deutschen Forschungsnetzes bandì alcuni indirizzi IP dall'accesso a Internet.

## Leggi rilevanti

### Zugangserschwerungsgesetz
Nel giugno 2009, il Bundestag ha approvato l'Access Impediment Act o Zugangserschwerungsgesetz che ha introdotto il blocco di siti Internet per la distribuzione di materiale pedopornografico. Sullo sfondo di un intenso dibattito politico la legge non è entrata in vigore fino a quando le elezioni federali nel settembre 2009 non hanno cambiato la configurazione della coalizione di governo. Nei colloqui tra i nuovi partiti di governo CDU e FDP è stato concordato che nessun blocco sarebbe stato implementato per un anno, concentrandosi invece sugli sforzi per la riduzione. Dopo un anno il successo della politica di cancellazione verrà rivisto. Alla fine le parti in causa decisero nell'aprile 2011 di abrogare del tutto la legge.

### Diritti d'autore ausiliari per gli editori
Dopo gli sforzi di lobbying da parte di editori di notizie che hanno avuto inizio nel 2009, il Bundesrat ha preso in considerazione una legge che impedisce ai risultati di ricerca di restituire estratti dai siti di notizie a meno che il motore di ricerca non abbia pagato una licenza per essi. È passato nel 2013 ed è stato ampiamente interpretato come un tentativo per avere Google che sovvenzioni le notizie tedesche. In risposta Google ha modificato la ricerca per visualizzare solo i titoli di alcuni siti. Il collettivo editoriale VG Media ha sostenuto in una causa senza successo che la rimozione dei frammenti piuttosto che la loro licenza era una violazione antitrust. Altri sostenitori del disegno di legge, tra cui Axel Springer, hanno visto una diminuzione generale dei loro lettori dopo il suo passaggio.

### NetzDG
Il Netzwerkdurchsetzungsgesetz o NetzDG è stato approvato a giugno 2017 come misura per imporre alle società di social media in Germania di censurare l'estremismo online, con significative disposizioni anche sull'incitamento all'odio. La legge, che si applica ai siti Web a scopo di lucro con oltre 2 milioni di utenti, richiede la rimozione di contenuti offensivi illegali entro 24 ore e consente a una settimana di rivedere "contenuti legalmente più ambigui". È stato creata da Heiko Maas ed è entrato in vigore a gennaio 2018.
I critici hanno messo in dubbio la possibilità di multare le società per 50 milioni di euro per il mancato rispetto e hanno indicato centinaia di nuovi moderatori di contenuti tedeschi assunti da Facebook. Un rapporto che testare la quantità di contenuti illegali che potrebbero essere rimossi entro 24 ore ha rilevato valori del 90% per YouTube, del 39% per Facebook e dell'1% per Twitter. Anche i fornitori di satira hanno criticato la legge dopo che la rivista Titanic e la comica Sophie Passmann sono state entrambe sospese da Twitter dopo aver tentato di deridere la retorica anti-musulmana.Il relatore speciale delle Nazioni Unite per la libertà di espressione David Kaye ha espresso il timore che NetzDG porterebbe a blocchi eccessivamente restrittivi e Cathleen Berger di Mozilla ha trovato prove che stava ispirando altri paesi a fare lo stesso. Alcune vittime di campagne di molestie hanno sostenuto maggiori restrizioni e hanno dichiarato "Non mi importa se altri commenti vengono eliminati insieme a quelli negativi".
I politici dell'opposizione, tra cui Nicola Beer del FDP, Simone Peter del Partito dei Verdi e Sahra Wagenknecht della Linke, hanno criticato l'idea di prendere decisioni sulla libertà di espressione online nelle mani delle compagnie americane, definendolo "uno schiaffo in faccia" a tutti i principi democratici". In quello che è stato definito il "primo test " di NetzDG, un utente di Internet tedesco ha denunciato Facebook per aver eliminato un post che era critico nei confronti della Germania. Nell'aprile 2018 la corte ha ottenuto un'ingiunzione ordinando che il commento fosse ripristinato.